# シンガポールドル
シンガポール・ドルはシンガポール共和国の通貨。ブルネイ・ドルと等価に固定されており、ブルネイ国内でも流通・使用されている。
シンガポール・ドルの通貨記号はS$.であり、補助単位はドルの100分の1のシンガポール・セント(単位記号 S￠)である。
ISO4217の通貨コードはSGDである。日本での通称は、星ドル（せいドル、シンガポールの中国語における旧称「星加坡」に由来）ともいうが、一般的ではない。
当初の為替レートは、8.57シンガポール・ドル = 1スターリング・ポンドであった。

対ドル為替レート（1993年～）

対円為替レート（1989年～）

## 硬貨

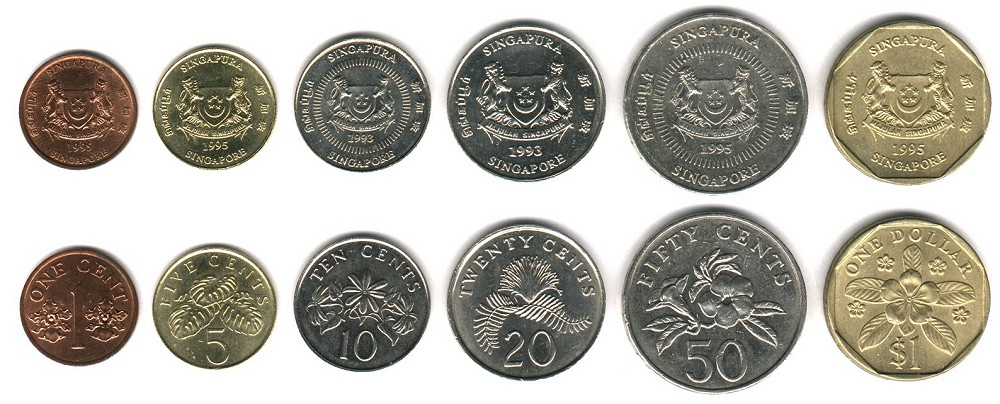
硬貨一覧（旧硬貨、第2世代）

硬貨は1、5、10、20、50セント硬貨と1ドル硬貨がある。2009年現在、1セント硬貨は回収が開始されており、市価での最小単位は5セントになりつつある。

2013年6月25日から新硬貨(第3世代)の流通が開始された。
新硬貨のデザインは以下の通り。
- 1ドル：マーライオン
- 50セント：シンガポール港
- 20セント：チャンギ国際空港
- 10セント：HDB (公団住宅)
- 5セント：エスプラネード

第1世代・第2世代の旧硬貨も、1セント硬貨も含めて現在有効である。
歴代の硬貨の材質は次の表の通り。
|          | 第1世代(1967)        | 第2世代(1985)    | 第3世代(2013)                                      |
| -------- | -------------------- | ---------------- | -------------------------------------------------- |
| 1ドル    | 白銅                 | アルミニウム青銅 | バイメタル貨（外周黄銅メッキ、内側ニッケルメッキ） |
| 50セント | 白銅                 | 白銅             | ニッケルメッキ鋼鉄                                 |
| 20セント | 白銅                 | 白銅             | ニッケルメッキ鋼鉄                                 |
| 10セント | 白銅                 | 白銅             | ニッケルメッキ鋼鉄                                 |
| 5セント  | 白銅、白銅メッキ鋼鉄 | アルミニウム青銅 | 黄銅メッキ鋼鉄                                     |
| 1セント  | 青銅→銅メッキ鋼鉄    | 銅メッキ亜鉛     | (小額すぎるため製造中止)                           |

## 紙幣

### ポートレイトシリーズ（4世代）
紙幣は2、5、10、50、100ドルが発行されている。かつては1,000、10,000ドルも発行されていた。
- 10,000ドル紙幣 - 10,000シンガポールドル紙幣は『世界最高額の紙幣』であるが、一般には流通していない。発行は2014年に中止されている[4]（流通済みの紙幣は使用できる）。ちなみに現在発行中で世界最高額の紙幣は1,000スイス・フラン紙幣である。
- 1,000ドル紙幣 - 1,000シンガポールドル紙幣は2021年1月1日をもって発行を中止（流通済みの紙幣は使用できる）[5]。
- 10ドル・5ドル・2ドル紙幣 - 10ドル紙幣は2004年5月からポリマー紙幣（プラスチック）製紙幣が発行されている。また、5ドル、2ドル紙幣についても同様にポリマー製紙幣が発行されている。このため、多湿で雨が多い気候でも、比較的保存状態が良いことで知られる。

各紙幣共にデザインテーマがあり、全紙幣の表面にはシンガポール初代大統領ユソフ・ビン・イサークの肖像が印刷されている。
| 4世代目紙幣図案 (1999–2011現在) | 4世代目紙幣図案 (1999–2011現在) | 4世代目紙幣図案 (1999–2011現在) | 4世代目紙幣図案 (1999–2011現在) | 4世代目紙幣図案 (1999–2011現在) | 4世代目紙幣図案 (1999–2011現在)      | 4世代目紙幣図案 (1999–2011現在) | 4世代目紙幣図案 (1999–2011現在) | 4世代目紙幣図案 (1999–2011現在) | 4世代目紙幣図案 (1999–2011現在) |
| 画像                            | 画像                            | 価値                            | 大きさ                          | 主な色                          | 描写                                 | 描写                            | 発行                            | 状況                            | 素材                            |
| 表                              | 裏                              | 価値                            | 大きさ                          | 主な色                          | 表                                   | 裏                              | 発行                            | 状況                            | 素材                            |
| ------------------------------- | ------------------------------- | ------------------------------- | ------------------------------- | ------------------------------- | ------------------------------------ | ------------------------------- | ------------------------------- | ------------------------------- | ------------------------------- |
| $2                              | $2                              | $2                              | 126 × 63 mm                     | 紫                              | ユソフ・ビン・イサーク（初代大統領） | 教育                            | 1999年9月9日                    | 流通                            | 紙                              |
| $2                              | $2                              | $2                              | 126 × 63 mm                     | 紫                              | ユソフ・ビン・イサーク（初代大統領） | 教育                            | 2006年1月12日                   | 流通                            | ポリマー                        |
| $5                              | $5                              | $5                              | 133 × 66 mm                     | 緑                              | ユソフ・ビン・イサーク               | ガーデンシティ                  | 1999年9月9日                    | 流通                            | 紙                              |
| $5                              | $5                              | $5                              | 133 × 66 mm                     | 緑                              | ユソフ・ビン・イサーク               | ガーデンシティ                  | 2007年5月18日                   | 流通                            | ポリマー                        |
| $10                             | $10                             | $10                             | 141 × 69 mm                     | 赤                              | ユソフ・ビン・イサーク               | スポーツ                        | 1999年9月9日                    | 流通                            | 紙                              |
| $10                             | $10                             | $10                             | 141 × 69 mm                     | 赤                              | ユソフ・ビン・イサーク               | スポーツ                        | 2004年5月4日                    | 流通                            | ポリマー                        |
| $50                             | $50                             | $50                             | 156 × 74 mm                     | 青                              | ユソフ・ビン・イサーク               | 芸術                            | 1999年9月9日                    | 流通                            | 紙                              |
| $100                            | $100                            | $100                            | 162 × 77 mm                     | オレンジ                        | ユソフ・ビン・イサーク               | 青年達                          | 1999年9月9日                    | 流通                            | 紙                              |
| $1000                           | $1000                           | $1,000                          | 170 × 83 mm                     | ピンク                          | ユソフ・ビン・イサーク               | 政府                            | 1999年9月9日                    | 流通                            | 紙                              |
| $10000                          | $10000                          | $10,000                         | 180 × 90 mm                     | 金                              | ユソフ・ビン・イサーク               | 経済                            | 1999年9月9日                    | 流通                            | 紙                              |

### 記念紙幣
初めての記念紙幣は1990年7月24日にシンガポール独立25年を記念して発行されたものだった。

1999年12月8日には2000年（ミレニアム）を記念して500万枚の記念2ドル札が発行された。これはポートレイトシリーズの2ドル札とよく似ており、通常シリアルナンバーのある場所にMillennium 2000のロゴが入れられた。
2007年7月27日にはブルネイ・ドルとの相互利用開始40年を記念して記念20ドル札が発行された。また、同時にブルネイでも同様の記念20ドル紙幣が発行されている。
2015年8月にはシンガポールの建国50周年を記念して、リー・クアンユー初代首相の絵も入った紙幣が印刷された。
| 記念紙幣 | 記念紙幣 | 記念紙幣 | 記念紙幣    | 記念紙幣   | 記念紙幣                                                   | 記念紙幣 | 記念紙幣      | 記念紙幣 |
| 画像     | 画像     | 価値     | 大きさ      | 主な色     | 描写                                                       | 描写 | 発行          | 素材     |
| 表       | 裏       | 価値     | 大きさ      | 主な色     | 表                                                         | 裏 | 発行          | 素材     |
| -------- | -------- | -------- | ----------- | ---------- | ---------------------------------------------------------- | --- | ------------- | -------- |
| $20      | $20      | $20      | 145 × 69 mm | 黄色・茶色 | ユソフ・ビン・イサーク “Dendrobium Puan Noor Aishah”（蘭） | シンガポール（金融街付近）とブルネイのランドマーク 紙面にはこう書かれている "BRUNEI DARUSSALAM ∙ SINGAPORE" "CURRENCY INTERCHANGEABILITY AGREEMENT 1967 - 2007" | 2007年7月27日 | ポリマー |

### 旧紙幣について
現在では旧紙幣に当たる3世代目の紙幣（船シリーズ。額面は1、2、5、10、50、100、500、1000、10000ドル）も法的には有効である。